# Носовичі (Мядельський район)
Носовичі (біл. вёска Насовічы) — село в Білорусі, у Мядельському районі Мінської області. Підпорядковане Сирмезькій сільській раді. Розташоване в північній частині Мінської області.